# العلاقات الأسترالية السعودية
العلاقات الأسترالية السعودية هي العلاقات الثنائية التي تجمع بين أستراليا والسعودية.

## مقارنة بين البلدين
هذه مقارنة عامة ومرجعية للدولتين:
| وجه المقارنة                                              | أستراليا                                   | السعودية        |
| --------------------------------------------------------- | ------------------------------------------ | --------------- |
| المساحة (كم2)                                             | 7.69 مليون                                 | 2.25 مليون      |
| عدد السكان (نسمة)                                         | 24.51 مليون                                | 33.00 مليون     |
| الكثافة السكانية (ن./كم²)                                 | 3.19                                       | 14.67           |
| العاصمة                                                   | كانبرا، ملبورن                             | الرياض، الدرعية |
| اللغة الرسمية                                             | لغة إنجليزية                               | اللغة العربية   |
| العملة                                                    | دولار أسترالي، جنيه إسترليني، جنيه أسترالي | ريال سعودي      |
| الناتج المحلي الإجمالي (بليون دولار)                      | 1.32 تريليون                               | 683.83 مليار    |
| الناتج المحلي الإجمالي (تعادل القوة الشرائية) بليون دولار | 1.10 تريليون                               | 1.69 تريليون    |
| الناتج المحلي الإجمالي الاسمي للفرد دولار أمريكي          | 56.31 ألف                                  | 20.48 ألف       |
| الناتج المحلي الإجمالي للفرد دولار أمريكي                 | 45.92 ألف                                  | 52.01 ألف       |
| مؤشر التنمية البشرية                                      | 0.939                                      | 0.837           |
| رمز المكالمات الدولي                                      | +61                                        | +966            |
| رمز الإنترنت                                              | .au                                        | .sa             |
| المنطقة الزمنية                                           |                                            | ت ع م+03:00     |

## منظمات دولية مشتركة
يشترك البلدان في عضوية مجموعة من المنظمات الدولية، منها:
| علم المنظمة | اسم المنظمة                               | تاريخ انضمام أستراليا | تاريخ انضمام السعودية |
| ----------- | ----------------------------------------- | --------------------- | --------------------- |
|             | يونسكو                                    | 4 نوفمبر 1946         | 4 نوفمبر 1946         |
|             | البنك الدولي للإنشاء والتعمير             | 5 أغسطس 1947          | 26 أغسطس 1957         |
|             | منظمة حظر الأسلحة الكيميائية              | ?                     | ?                     |
|             | الأمم المتحدة                             | 1 نوفمبر 1945         | 24 أكتوبر 1945        |
|             | مؤسسة التمويل الدولية                     | 20 يوليو 1956         | 18 سبتمبر 1962        |
|             | المركز الدولي لتسوية المنازعات الاستشارية | 1 يونيو 1991          | 7 يونيو 1980          |
|             | وكالة ضمان الاستثمار متعدد الأطراف        | 10 فبراير 1999        | 12 أبريل 1988         |
|             | الاتحاد البريدي العالمي                   | ?                     | ?                     |
|             | مؤسسة التنمية الدولية                     | 24 سبتمبر 1960        | 30 ديسمبر 1960        |
|             | منظمة الشرطة الجنائية الدولية             | ?                     | 13 يونيو 1956         |
|             | مجموعة العشرين                            | ?                     | 25 سبتمبر 1999        |
|             | منظمة التجارة العالمية                    | ?                     | 11 نوفمبر 2005        |
|             | المنظمة الهيدروغرافية الدولية             | ?                     | 8 أبريل 2002          |
|             | الاتحاد الدولي للاتصالات                  | 27 مايو 1878          | 7 فبراير 1949         |

## أعلام
هذه قائمة لبعض الشخصيات التي تربطها علاقات بالبلدين:
- الأستراليون في السعودية
- إيان هيج (دبلوماسي أسترالي، 13 ديسمبر 1935 – 10 مارس 2014)
- زوي بدوي (مغنية أسترالية، 3 مايو 1986 – )
- شانينا شايك (عارضة أسترالية، 11 فبراير 1991 – )

## وصلات خارجية
- موقع وزارة الخارجية الأسترالية
- موقع وزارة الخارجية السعودية